# 博喩堂
博喩堂（はくゆどう）は、武蔵国川越藩主・松平斉典が開設した藩校・「講学所」の通称。文政8年（1825年）創立。

## 川越の教育
川越藩領内では享保年間には庶民教育が隆盛し、100を優に超える寺小屋があった。埼玉県でも極めて稀な女性の寺子屋師匠・吉田とよ子も知られる。古谷村の寺子屋「實相院」のように室町時代後期より明治時代まで連綿と続いた寺小屋もあり、埼玉県でも稀有な例とされる。寺小屋では和歌や和算を教えた。また城下町であった関係で県内で最多の17の私塾が確認されている。特に奥貫友山が経営した漢学塾が著名である。和算家を育てる「算学塾」なども少なくなかった。

## 博喩堂の沿革
江戸時代中期、藩校と呼ばれる藩士教育機関を各藩で開設することが広まった。川越藩では生来儒学に熱心であった藩主・松平斉典は京都から中山竹山の門弟であった長野豊山を招聘、藩儒としていたが飽き足らず、退廃した藩気風の引き締めと藩財政振興を図り、家臣の一貫教育の機関として藩校・「講学所」を開講した。「博喩堂」の名で知られる。松平斉典は「好学の名君」と名高い。
川越で生まれ長野豊山に学んだ藩医・保岡嶺南（やすおか　れいなん。英碩とも言う）が藩士の勉学の世話を一手に引き受けていたことから、嶺南、および石井択所（いしい　たくしょ）、朝岡操（あさおか　みさお）の三名を教授に迎え助教も雇いて、斉典はまず、文政8年（1825年）川越藩江戸藩邸の上屋敷（現在・ホテルオークラが建っている場所）に江戸講学所を、次に文政10年（1827年）、川越城内西大手門北側（現在の川越市役所付近）に講学所（博喩堂）を開講した。
特に嶺南は斉典の期待に応え、天保15年（1844年）には頼山陽著「日本外史」を校訂し、藩校博喩堂版「校刻日本外史」を出版した（12冊22巻）。この「川越版日本外史」と知られる「日本外史」は内容が時代の要請に応えたこともあり版を十四版も重ねるほど売れ、各藩の藩校の教材として用いられた。版木は川越市立図書館に保存されている。
斉典は講学所仕法を公示、15歳から40歳までの全ての藩士に博喩堂での勉学を義務付けた。文政12年、8歳以上の藩士の子弟も対象に拡大された。そのため、素読、輪読、会読、詩文会なども行われた
越前松平家の流れを汲むその後の川越藩主・松平直克は上野国前橋に前橋藩を立藩、慶応3年（1867年）に前橋移封となり、博喩堂は前橋にも開講された。また松山陣屋の置かれた松山（現埼玉県東松山市）にも博喩堂分校が置かれた。松山の博喩堂分校は現在の東松山市役所近辺にあり、博喩堂と記された扁額は、東松山市立第一小学校に所蔵されている。前橋・松山とも幕末の開講であり数年の短命に終わった。
また川越では、代わって川越藩に入封した新藩主・松平康英が、藩校「長善館」を西大手門の北（現在のさいたま地方裁判所川越支部付近）に開講した。

## 博喩堂の教育方針
- 一、 学問は人たるの道を知て是を身に行ひ己を修め人をも治むべき為にてあれば徳行は本なり、文芸は末也と思ふべし。
- 一、 自他共に恭敬を厚くして貴賎長幼の礼法を正しく、仮にも戯虐の言傲慢の行有べからず。
- 一、 学術は孔孟程朱の正脈を崇び守るべし。